# 希奧黛·波普·李德爾

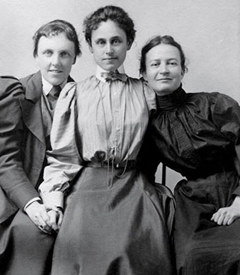
希奧黛·波普、艾麗斯·漢密爾頓與一名學生（據信為艾麗斯的堂姊阿涅絲·漢密爾頓 (Agnes Hamilton)）合影，攝於1888年。波特女子高中提供

希奧黛·波普·李德爾（英語：Theodate Pope Riddle，1867年2月2日—1946年8月30日）是一位美國建築師、慈善家。她是美國最早的幾位女性建築師之一，也是盧西塔尼亞號沈船事件的倖存者。

## 生平
她出生於美國俄亥俄州克利夫蘭市，原名艾菲·布魯克斯·波普 (Effie Brooks Pope)，是是實業家／藝術品收藏家阿弗雷德·亞特摩爾·波普 (Alfred Atmore Pope) 與其妻艾達·呂內特·布魯克斯 (Ada Lunette Brooks) 的獨生女。她的堂妹露西亞·波普 (Louisa Pope) 是美國知名建築師菲利普·強生 (Philip Johnson) 的母親。
艾菲在 19 歲時將自己的名字改為希奧黛，以紀念她的祖母希奧黛·斯代格波 (Theodate Stackpole)。她從位在康乃狄克州法明頓的波特女子高中 (Miss Poter's School) 畢業後，聘請私人教師學習建築。她是紐約州第一位獲得建築師執照的女性，在康乃狄克州則是第六位獲得建築師執照的女性，並在1926年成為美國建築師學會會士。
位於法明頓的波普家產希爾史第莊園（現為希爾史第博物館 (Hill-Stead Museum) 之設計即出自她的手筆，此外，她還設計並創辦位於康州埃文的埃文老農場中學 (Avon Old Farms School) 及韋斯托弗中學 (Westover School) 。
在希奧黛經手的建築設計中，最為人所知的要數1920年重建前總統西奧多·羅斯福在紐約市的出生地這項工程。貝弗利·威利斯建築基金會 (Beverly Willis Architecture Foundation) 在2014年秋發起一項名為「女性打造的紐約市空間」(Built by Women New York City) 評比，旨在找出由女性在該市設計建造的各類出色空間。希奧黛的老羅斯福出生地重建設計在這項評比中得到了肯定。

## 作品選例

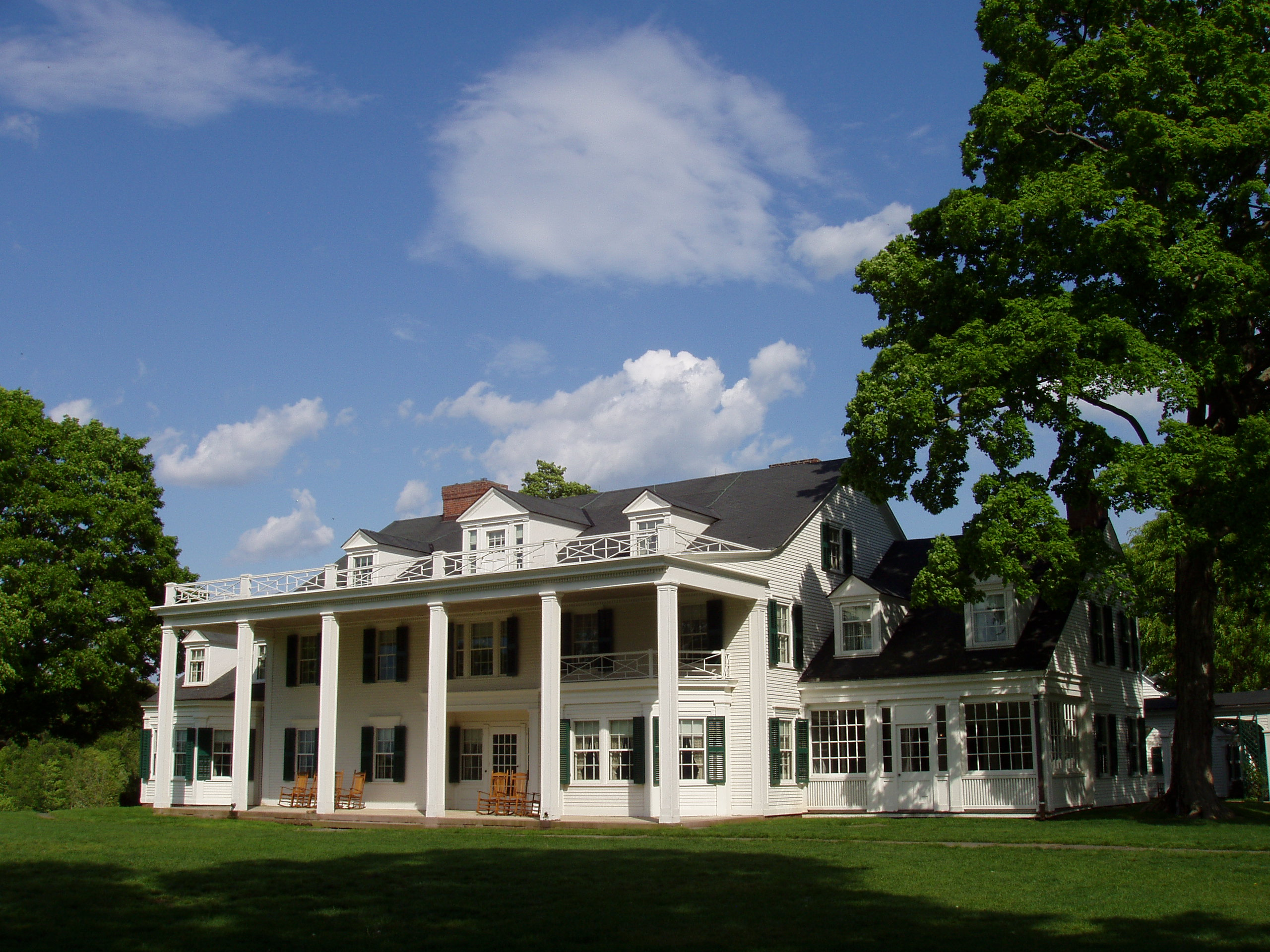
希爾史第博物館

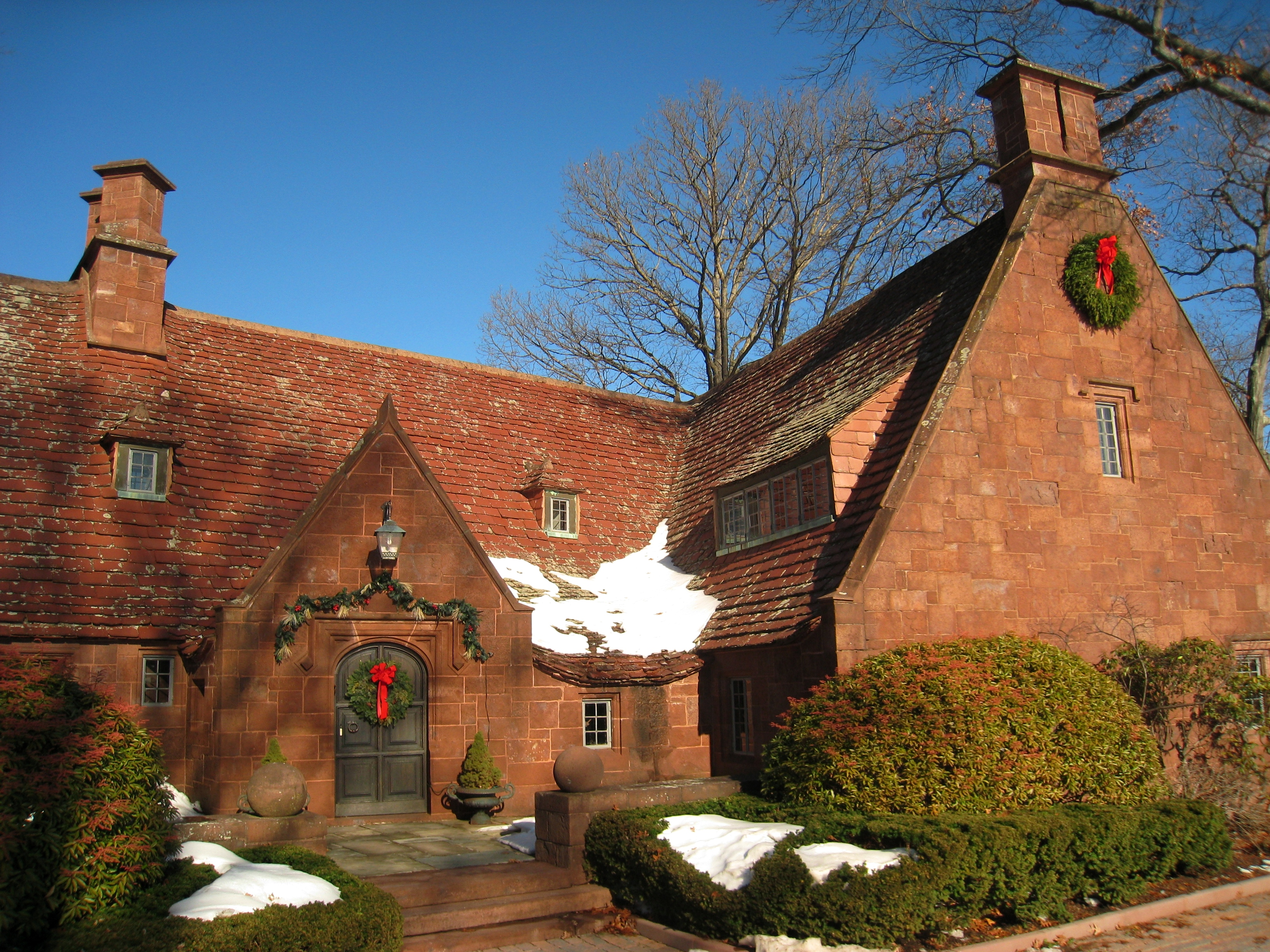
埃文老農場中學

- 1898–1907年：阿弗雷德·亞特摩爾·波普宅邸（即今日的希爾史第博物館），位於康乃狄克州法明頓（與麥金、米德與懷特建築師事務所共同設計）
- 1906–1909年：韋斯托弗中學，位於康乃狄克州米德爾伯里
- 1911–1914 年：約瑟夫·P·張伯倫 (Joseph P. Chamberlain) 莊園，位於康乃狄克州米德爾伯里
- 1913–1914年：查爾斯·O·蓋茲夫人 (Mrs. Charles O. Gates) 莊園「多莫宅邸」(Dormer House)，位於紐約州長島蝗蟲谷
- 1914–1915年：跳溪小學 (Hop Brook Elementary School)，位於康乃狄克州諾格塔克
- 1915年：工人住宅，位於康乃狄克州法明頓
- 1918–1927年：埃文老農場中學，位於康乃狄克州埃文
- 1919–1922年：西奧多·羅斯福出生地（重建、內部整修、設計毗鄰建築），位於紐約州紐約市[3]

她的文獻檔案存放於希爾史第博物館、埃文老農場中學和韋斯托弗中學的檔案館中。

## 所屬專業組織
希奧黛·波普是紐約建築聯盟 (Architectural League of New York)、美國考古研究所和美國中世紀學會 (Medieval Academy of America) 的成員。

## 盧西塔尼亞號沈船事件
希奧黛·波普和她的女僕愛蜜莉·羅賓森 (Emily Robinson) 及同為法明頓居民的艾德溫·W·弗蘭德 (Edwin W. Friend) 教授在 1915 年 5 月 1 日以頭等艙乘客的身分登上英國遠洋客輪盧西塔尼亞號前往英國。這艘客輪在5月7日被德國潛艇的魚雷擊中後，希奧黛、羅賓森、弗蘭德設法逃往施放救生艇的甲板。然而，盧西塔尼亞號的船員不諳操作救生艇的方法，希奧黛看到一艘救生艇傾覆，艇上所有乘客落水。因此，希奧黛和弗蘭德決定自己跳船求生的勝算可能比較大。在跳水前，希奧黛轉身對她的女僕說：「來吧，羅賓森。」
落水後，希奧黛必須在船隻殘骸和奮力求生的其他落水者間闖出一條生路。她被殘骸擊中頭部。「我身邊的人都在拚搏、鬥毆、掙扎。」她事後回憶道。然後有一名「嚇得發狂」的男子突然跳起來，落在我的肩上，認為我有辦法撐住他。」
她在水中失去了意識。救難人員撈起她的時候，將她與其他死者放在一起，直到另一名同樣獲救的乘客貝兒·奈許 (Belle Naish) 發現她還活著。不過，她足足過了兩個小時才甦醒過來。羅賓森和弗蘭德教授都沒有逃過一劫。

## 個人生活
希奧黛在1916年5月6日與時年52歲的前美國外交官約翰·華萊士·李德爾 (John Wallace Riddle) 結婚。希奧黛對超心理學很感興趣，曾加入美國靈魂學研究會 (American Society for Psychical Research)。然而，她和該研究會要員詹姆斯·H·希斯洛普 (James H. Hyslop) 發生齟齬，並於1915年退出。
她在1946年8月30日於法明頓的家中去世。